# Daniel Dociu
Cet article concerne le père. Pour le fils, voir Horia Dociu.
 (novembre 2024).
Si vous disposez d'ouvrages ou d'articles de référence ou si vous connaissez des sites web de qualité traitant du thème abordé ici, merci de compléter l'article en donnant les références utiles à sa vérifiabilité et en les liant à la section « Notes et références ».
Daniel Dociu est un directeur artistique et artiste concepteur de jeux vidéo roumain né à Cluj-Napoca.
Multi récompensé, il a travaillé sur de nombreux projets d'ArenaNet comme la série de jeux vidéo Guild Wars.